# Osaka Titanium Technologies
Osaka Titanium Technologies Co., Ltd. (大阪チタニウムテクノロジーズ, Ōsaka Chitaniumu Tekunorojīzu Kabushiki-gaisha) est une entreprise japonaise de fabrication de métaux non ferreux  basée à Amagasaki, dans la préfecture de Hyōgo, au Japon. Elle est le deuxième producteur mondial d'éponges de titane après VSMPO-Avisma.
Elle produit du titane en utilisant le procédé Kroll, et produit également du silicium.
En 2010, l'augmentation de la demande pour le titane conduit à l'augmentation de la capacité de production, mais Osaka Titane Technologies était encore en mesure d'augmenter ses prix en raison de la forte demande de l'industrie de l'aviation.
La société fait partie du Groupe Sumitomo, l'un des plus grands keiretsu du Japon.

## Histoire
La société a été fondée en 1937 sous le nom de "Osaka Special Steel Manufacturing". Sumitomo Metal Industries a pris une participation en 1952, et l'entreprise a commencé à travailler sur le titane. En 1952 également, la société a changé de nom pour devenir Osaka Titanium Co., Ltd. Kobe Steel a pris une participation dans le capital de la société en 1953.
En 2002, la société a été nommée Sumitomo Titanium Corporation et a été inscrite à la première section de la Bourse de Tokyo, et, en 2007, elle a été rebaptisée Osaka Titanium Technologies.

## Secteurs d'activité et produits
- Titane
  - Éponges de titane
  - Lingots de titane
  - Tétrachlorure de titane et  tétrachlorure de titane en solution aqueuse
  - Ferrotitane
- Silicium Polycristallin
- Matériaux de haute performance
  - Titane de haute pureté
  - Monoxyde de silicium
  - TILOP (poudre de titane gazeuse)
  - Poudre de titane
  - Photocatalyseurs[8]